# 康师傅私房牛肉面

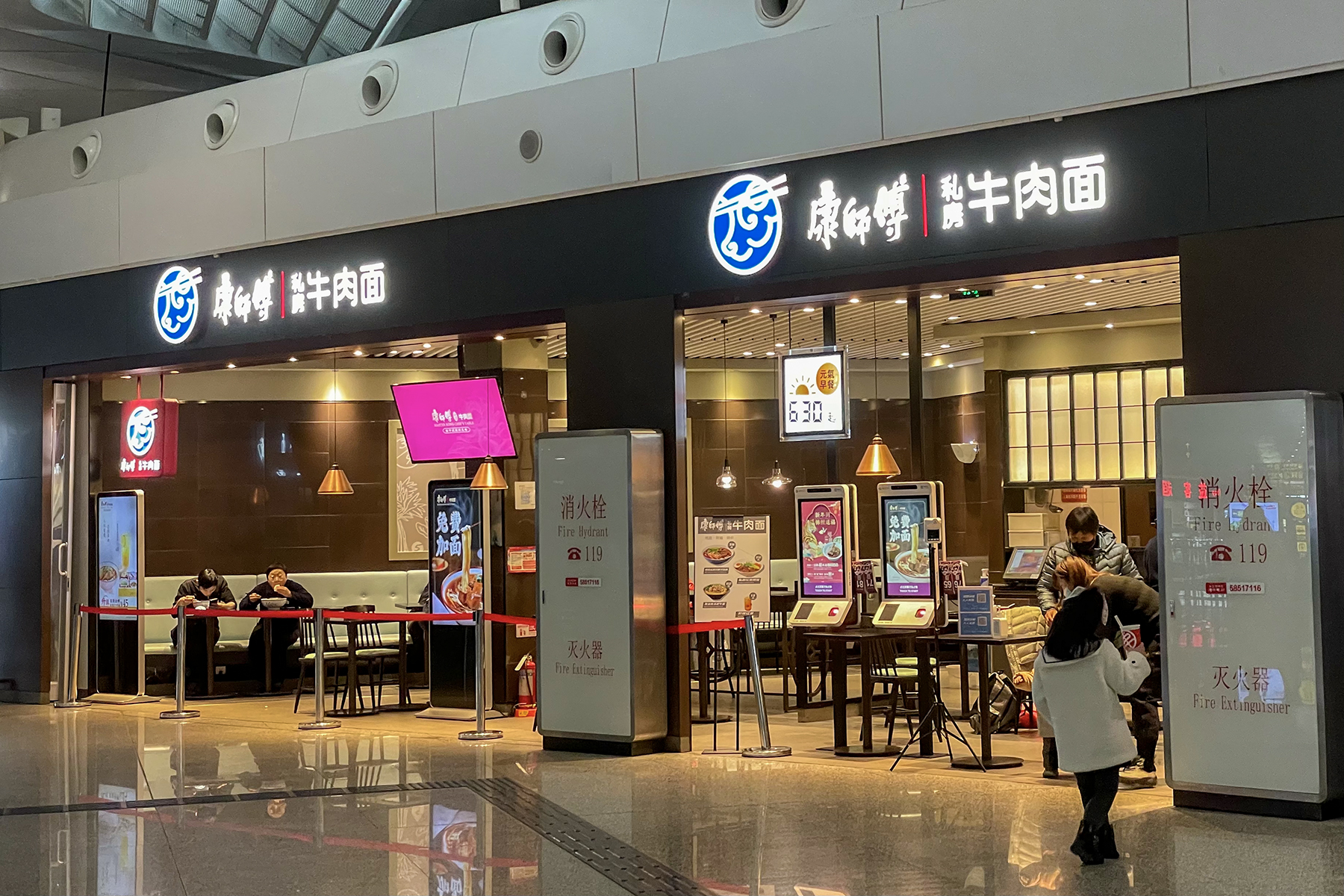
郑州新郑国际机场分店

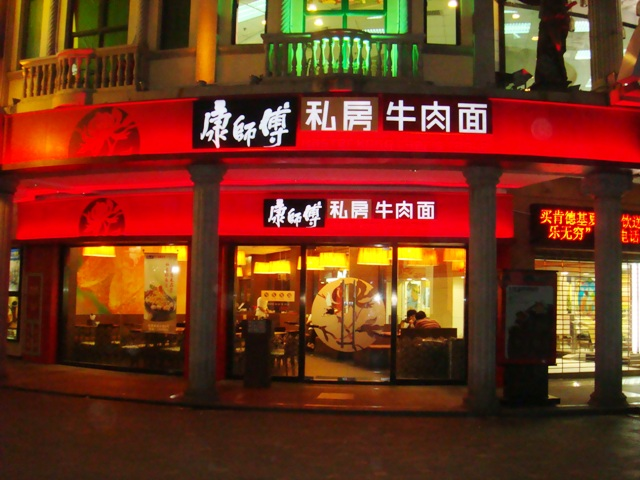
厦门鼓浪屿康师傅私房牛肉面店

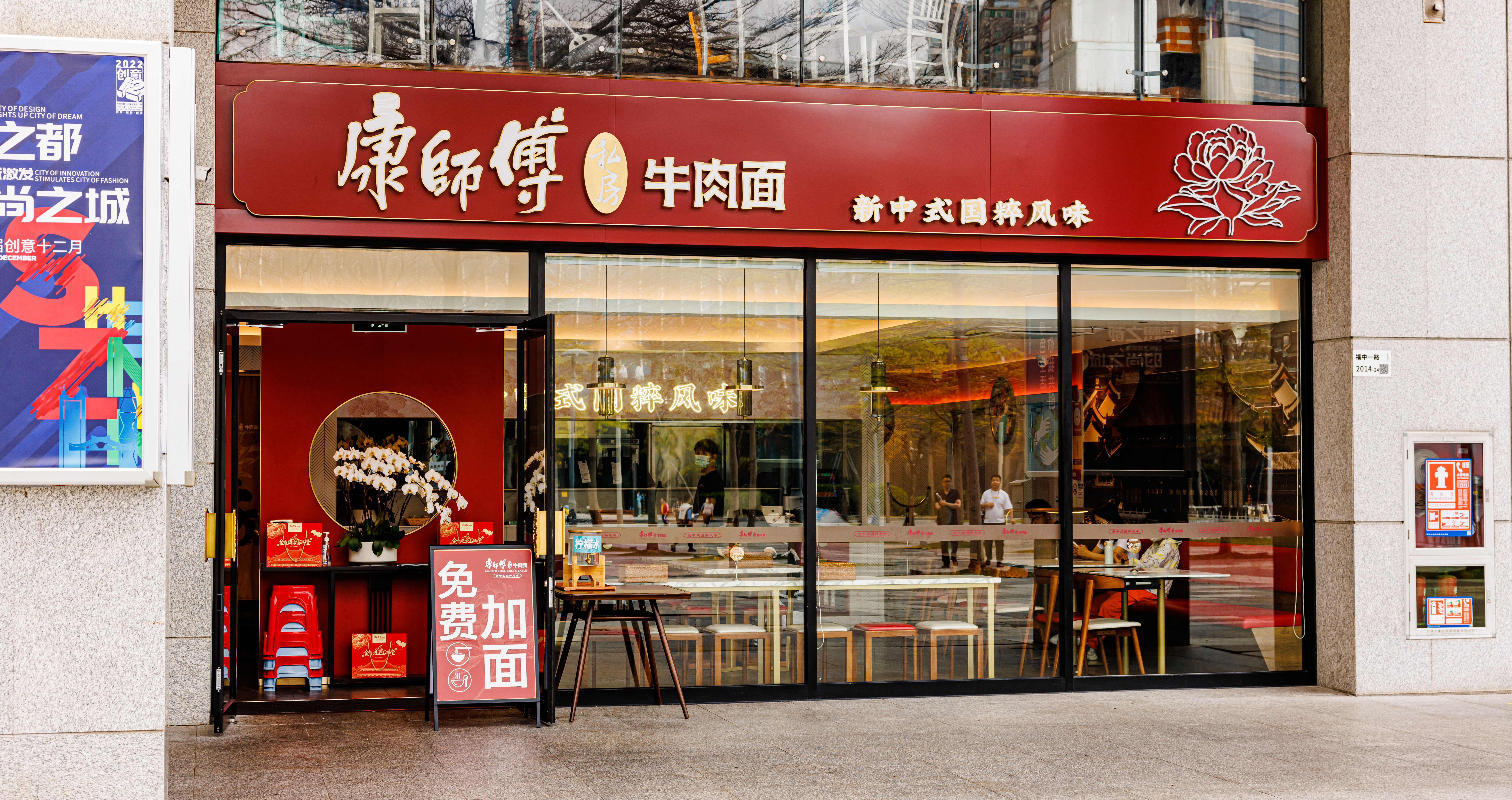
深圳中心書城康师傅私房牛肉面店

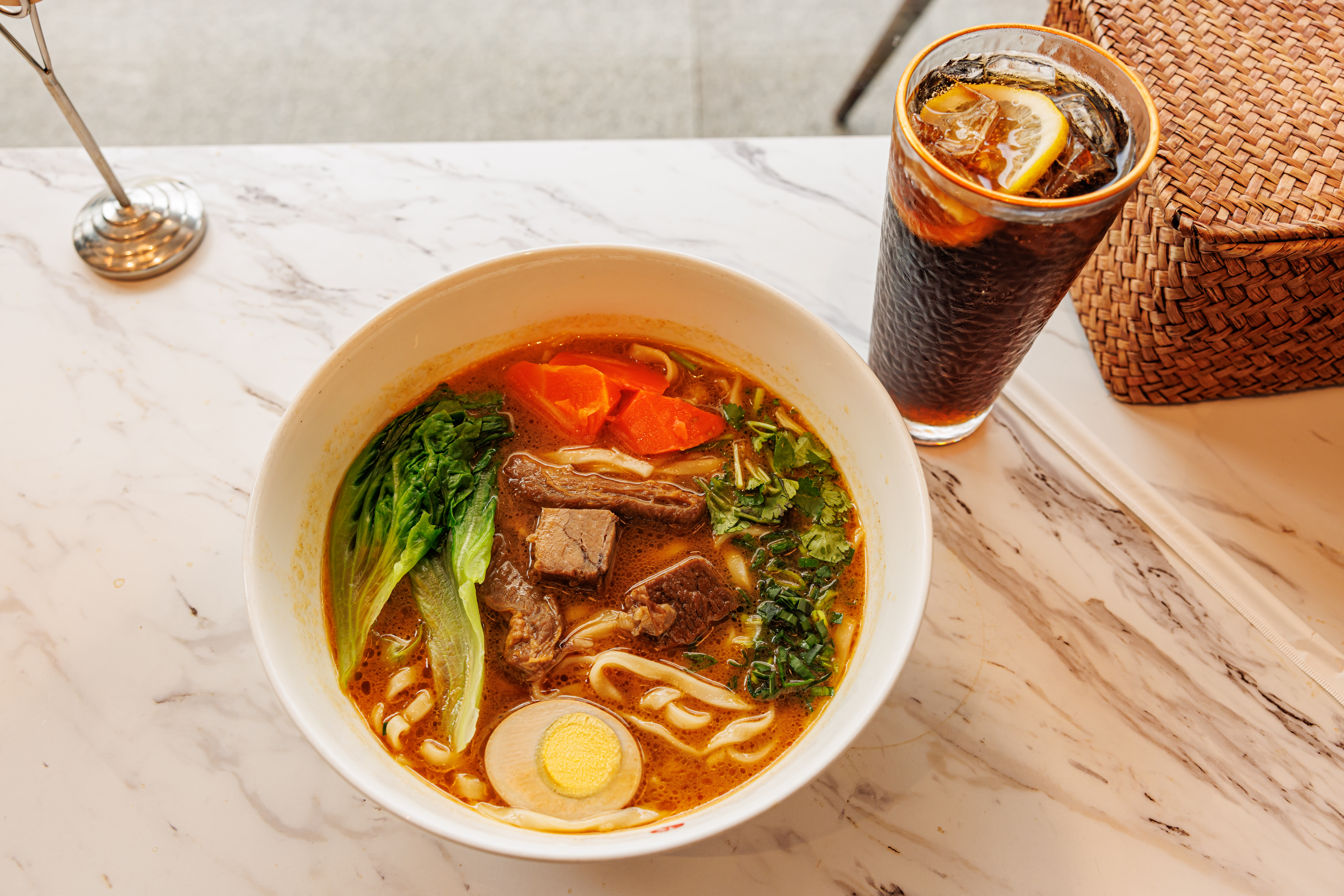
康师傅私房牛肉面的紅燒牛肉麵

康师傅私房牛肉面（Master Kong Chef's Table）是一个经营中国菜的餐饮连锁公司，由顶新国际集团经营。 其中牛肉面是康师傅私房牛肉面的名菜。
康师傅私房牛肉面于2006年在北京创立，2011年康师傅私房牛肉面在32个中国城市有124家店。